# Allen County, Indiana
Allen County är ett county i delstaten Indiana, USA, med ungefär 355 329 invånare. Den administrativa huvudorten (county seat) är Fort Wayne.

## Geografi
Enligt United States Census Bureau så har countyt en total area på 1 710 km². 1 703 km² av den arean är land och 7 km² är vatten.

### Angränsande countyn
- Noble County - nordväst
- DeKalb County - nordost
- Defiance County, Ohio - nordost
- Paulding County, Ohio - öst
- Van Wert County, Ohio - sydost
- Adams County - sydost
- Wells County - sydväst
- Huntington County - sydväst
- Whitley County - väst

### Städer
- Fort Wayne
- New Haven
- Woodburn